# Rosey Fletcher
Rosey Fletcher (n. 30 noiembrie 1975, Alaska, SUA) este o sportivă ce a reprezentat Statele Unite ale Americii, medaliată olimpică. A participat la 3 ediții ale Jocurilor Olimpice (1998, 2002, 2006) în care a câștigat o medalie de bronz.